# Zenon Kohut
Zenon Jewhen Kohut, ukr. Зенон-Євген Когут, ang. Zenon Eugene Kohut (ur. 18 stycznia 1944 w Janowie) – kanadyjski historyk pochodzenia ukraińskiego, członek rady naukowej czasopisma Ukrajinśkyj istorycznyj żurnał (Ukraińskie Czasopismo Historyczne), doctor honoris causa Charkowskiego Uniwersytetu Narodowego.

## Życiorys
Po zakończeniu II wojny światowej jego rodzice wyemigrowali, jako uchodźcy polityczni, do Stanów Zjednoczonych i zamieszkali w Filadelfii, gdzie później Kohut studiował w La Salle College (licencjat, kierunek humanistyczny 1966) i na Uniwersytecie Pensylwanii (magister, kierunek humanistyczny, 1970, doktorat 1975). Po stworzeniu Harvard Ukrainian Research Institute (HURI), redagował jej Minutes of the Seminar in Ukrainian Studies… and Recenzija: A Review of Soviet Ukrainian Scholarly Publications (1971–1975). W latach 1973–1975 i 1977–1978 Kohut był pracownikiem naukowym w HURI and Harvard University’s Russian Research Center. Uczył historii rosyjskiej i ukraińskiej na Uniwersytecie Pensylwanii (1975–1976), Uniwersytecie Michigan (1979–1980), Uniwersytecie Yale i w Harvard Ukrainian Summer Institute, zanim został redaktorem amerykańskiej Bibliografii Europy Wschodniej i Sowietów (1980–1984), starszym analitykiem w Bibliotece Kongresu (1984–1989),  analitykiem ds. polityki radzieckiej w Departamencie Obrony Stanów Zjednoczonych (1990–1992). Od 1992 do 2014  Kohut pracował na Uniwersytecie Alberty w Kanadyjskim Instytucie Studiów Ukraińskich (CIUS) jako pierwszy szef Stasiuk Program for the Study of Contemporary Ukraine i redaktor Journal of Ukrainian Studies (1990–1992). Był długoletnim dyrektorem Instytutu Studiów Ukraińskich (1993–2012); badał rozwój działalności przedsiębiorstw i inwestowania na Ukrainie, zwłaszcza przez Program for the Study of Eastern Ukraine, który założył w 1998.
Kohut jest uznanym ekspertem w dziedzinie historii Kozaków, zwłaszcza hetmanatu w XVIII wieku.

## Ważne prace naukowe
- Russian Centralism and Ukrainian Autonomy: Imperial Absorption of the Hetmanate, 1760s–1830s (1988)
- Making Ukraine: Studies on Political Culture, Historical Narrative, and Identity (2011)
- Historical Dictionary of Ukraine (The Scarecrow Press, 2005, współautor)[2]
- Myts old and new the Haidamak movement and the Kolivschyna 1768 in recent historiography (1997)[3]